# Mhelena Lima
Mhelena Lima, é uma artista plástica portuguesa, natural de Moçamendes (disrito de Viseu), radicada no concelho de Cascais - Portugal, expressa-se como Pintora há trinta anos, frequentou cursos na Fundação Calouste Gulbenkian, Sociedade Nacional de Belas Artes de Lisboa e Centro de Comunicação Visual Arco.
É uma artista prémiada internacionalmente, tem realizado várias Exposições na Europa e nas Américas.
MHelena Lima expressa nas suas Obras os Sentimentos inerentes ao Ser Humano, para além da forma, da cor e da materialidade, poderemos olharmos as suas Obras com os “OLHOS” do coração e do intelecto e nos apercebermos dos sentimentos assinalados em cada pincelada.
Concentra expressão pictórica criativa, poética, inventiva, afectiva e crítica inerente aos fluxos da vida dos seres humanos, onde podemos sentir a diluição entre Arte e a Vida.

## Exposições colectivas (selecção)
- 1989 - Palácio das Galveias, Lisboa
- 1989 - "A Vinha e o Vinho na Pintura" Sociedade Nacional de Belas Artes;
- 1989 a 2007 - Sociedade Nacional de Belas Artes;
- 1991 - Casa do Douro, Régua;
- 1993 - "O Papel", Sociedade Nacional de Belas Artes;
- 1995/96 - Galerias Verney: Hospedagem Aquilino Ribeiro, "ArtOeiras";
- 1996 - Museu Regional de Sintra;
- 1996 - Galeria Praia das Maçãs;
- 1996 - Galeria de Arte A.P.L.A;
- 1996 - Xico's Galeria (G.A.D.S.);
- 1997 - Galeria d'Art Marbello, Barcelona;
- 1997 - Galeria de Arte do Casino Estoril;
- 1998 - Galeria de Arte A.P.L.A;
- 1998 - Xuventud de Galiza;
- 1999 - Galeria Municipal de Alcanena;
- 1999 - Caixa Geral de Depósitos - Oeiras;
- 1999 - Camara Municipal de Almada - Oficina da Cultura;
- 1999 - Casa do Alentejo;
- 1999 - Quinta da Cruzada;
- 1999 - Orfeão de Leria;
- 2000 a 2003 - Museu D'Água;
- 2000 - Museu da Electricidade;
- 2000 - Quinta da Cruzada;
- 2002 - Galeria Verney;
- 2006 - 36º Salon Concours Internacional de L'Académie Européene des Arts, Bélgica:
- 2006 - Medalha de Ouro Internacional (nº registo 172/06);
- 2006 - Galeria de Obras Sociais do Ministério das Finanças;
- 2006 - Académie Européene des Arts, Paris: Medalha de Prata Nacional;
- 2007 - Galerie Thuillier, Paris;
- 2007 - 37º Salon Concours International de l'Académie Européene des Arts, Bélgica;
- 2007 - Medalha de Ouro Nacional;
- 2007 - Académie Européene de Arts, Paris: Medalha de Bronze Internacional;
- 2008 - Centro Cultural Casapiano, Lisboa;
- 2008 - 38º Salon Concours Internacional de l'Académie Européene des Arts, Bélgica;
- 2008 - Medalha de Ouro Nacional;
- 2008 - Uniti Nell'Arte: Galeria II Brancolo Arte Contemporanea - Roma Itália;
- 2008 - Trajectos: Galeria da Casa de Portugal de São Paulo - Brasil;
- 2008 - Academie Européene des Arts, Paris, Medalha de Prata;

## Exposições individuais (selecção)
- 1969 a 1972 - Moçambique;
- 1988 - Galeria de Arte da Junta de Turismo do Estoril;
- 1996/97 - Espaço GAN;
- 2000 - Clube Médico Português;
- 2007 - Galeria 65A, Lisboa;
- 2008 - Ordem dos Médicos - Lisboa;
- 2009 - Trajectos do Sentir, Madrid - Espanha;
- 2010 - Trajectos do Sentir, Lisboa [1];
- 2011 - Trajectos do Sentir, Londres - Inglaterra

## Feiras Internacionais de Arte (selecção)
- 2009 - Feira Internacional ARTEXPO[2], - New York, USA;
- 2008 - Feira Internacional de Arte Contemporânea Puro Arte[3], Vigo Espanha;

## Ilustrações
- 1993 - Capa do Livro "Judá e Tamar";[4]
- 1996 - Capa, convite e catálogo da ACTI - Oeiras;